# Saint-Bonnet-de-Chirac
Saint-Bonnet-de-Chirac (okcitán nyelven Sant Bonet de Chirac) község Franciaország déli részén, Lozère megyében. 2011-ben 63 lakosa volt.

## Fekvése
Saint-Bonnet-de-Chirac a Colagne, a Lot és a Jordane völgye között fekszik, 780 méteres (a községterület 570-960 méteres) tengerszint feletti magasságban, Marvejols-tól 7,5 km-re délre.
Nyugatról Le Monastier-Pin-Moriès, északról Chirac, keletről Palhers, délről pedig Les Salelles községekkel határos.
A D31-es megyei út köti össze Marvejols-lal.
A községhez tartozik Les Bories település.

## Története
A település a történelmi Gévaudan tartományban fekszik. Az ókorban a falu fölé magasodó csúcson (Truc) oppidium állt itt. Nevét Szent Bonnetről, Clermont 6. századi püspökéről kapta.
1801-ben nevét Saint-Bonnetről Saint-Bonnet-de-Chiracra változtatták.

### Demográfia
| Év   | Lakosság |
| ---- | -------- |
| 1793 | 253      |
| 1851 | 169      |
| 1876 | 182      |
| 1901 | 126      |
| 1936 | 106      |

| Év   | Lakosság |
| ---- | -------- |
| 1946 | 79       |
| 1954 | 74       |
| 1962 | 87       |
| 1968 | 76       |

| Év   | Lakosság |
| ---- | -------- |
| 1975 | 63       |
| 1982 | 60       |
| 1990 | 58       |
| 1999 | 57       |
| 2010 | 53       |

## Nevezetességei
- A Saint-Bonnet templom a 14. században épült gótikus stílusban, a 18. században átalakították, de megőrizte eredeti jegyeit.[3]
- Les Bories temploma a 19. században épült.
- Sainte-Thècle kápolna (zarándokhely), mellette szentkút áll.

## Kapcsolódó szócikk
- Lozère megye községei